# Cyrtauchenius longipalpus
Espèce
Synonymes
- Amblyocarenum longipalpe Denis, 1945

Cyrtauchenius longipalpus est une espèce d'araignées mygalomorphes de la famille des Cyrtaucheniidae.

## Distribution
Cette espèce est endémique d'Algérie.

## Publication originale
- Denis, 1945 : Descriptions d'araignées nord-africaines. Bulletin de la Société d'Histoire naturelle de Toulouse, vol. 79, p. 41-57.